# Morti nel 1576
| Questa pagina contiene informazioni ricavate automaticamente dalle voci biografiche con l'ausilio del template Bio e di un bot. L'aggiornamento è periodico e automatico e ricostruisce completamente la pagina. Se manca una persona in questa lista, sei pregato di non aggiungerla, ma accertati piuttosto che la sua voce biografica contenga il template Bio e che i dati anagrafici siano correttamente compilati. Se il template Bio manca, inseriscilo tu stesso o, in alternativa, metti l'avviso {{tmp\|Bio}} che ne segnala la mancanza. Se i dati riportati sono sbagliati, correggi direttamente la voce biografica; le modifiche saranno visibili in questa lista entro pochi giorni. Per chiarimenti vedi il progetto biografie. La lista contiene solo le 84 persone che sono citate nell'enciclopedia e per le quali è stato implementato correttamente il template Bio. Pagina aggiornata al 10 lug 2025. |

## Gennaio(4)
- 13 gennaio - Benedetto Oliva, vescovo cattolico italiano
- 15 gennaio - Arima Yoshisada, militare giapponese (n. 1521)
- 19 gennaio - Hans Sachs, poeta e drammaturgo tedesco (n. 1494)
- 25 gennaio - Tommaso Orsini, vescovo cattolico italiano (n. 1511)

## Febbraio(6)
- 10 febbraio - Guilielmus Xylander, umanista, filologo classico e traduttore tedesco (n. 1532)
- 11 febbraio - Lucrezia Gonzaga, nobildonna e letterata italiana (n. 1522)
- 12 febbraio - Giovanni Alberto I di Meclemburgo-Schwerin, duca tedesco (n. 1525)
- 13 febbraio - Ludovico Antinori, arcivescovo cattolico italiano (n. 1531)
- 15 febbraio - Francesco De Marchi, alpinista, speleologo e ingegnere italiano (n. 1504)
- 22 febbraio - Bernardino Gatti, pittore italiano

## Marzo(7)
- 1º marzo - Juan de Betanzos, scrittore e storico spagnolo
- 5 marzo - Luis de Zúñiga y Requesens, militare, diplomatico e politico spagnolo (n. 1528)
- 11 marzo - Juan de Salcedo, esploratore spagnolo (n. 1549)
- 18 marzo - Carlo I di Hohenzollern, nobile (n. 1516)
- 20 marzo - Heinrich Salmuth, teologo e pastore protestante tedesco (n. 1522)
- 27 marzo - Lelio Torelli, funzionario e giurista italiano (n. 1498)
- 28 marzo - Giovanni Orosco de Arzés, vescovo cattolico spagnolo

## Aprile(2)
- 2 aprile - Giovan Battista Bertani, architetto italiano (n. 1516)
- 13 aprile - Cornelio Giansenio, teologo e vescovo cattolico fiammingo (n. 1510)

## Maggio(4)
- 2 maggio - Bartolomé Carranza, arcivescovo cattolico e teologo spagnolo (n. 1503)
- 20 maggio - Maurizio Pietra, vescovo cattolico italiano (n. 1514)
- 25 maggio - Tahmasp I, sovrano persiano (n. 1514)
- 26 maggio - Vincenzo Danti, scultore italiano (n. 1530)

## Giugno(2)
- 23 giugno - Levina Teerlinc, miniatrice fiamminga
- 29 giugno - Frans van de Velde, vescovo cattolico e teologo olandese (n. 1506)

## Luglio(6)
- 2 luglio - Josias Simmler, teologo e umanista svizzero (n. 1530)
- 8 luglio - Gian Lorenzo Pappacoda, nobile e politico italiano (n. 1541)
- 10 luglio - Leonora Álvarez de Toledo, nobildonna spagnola (n. 1553)
- 16 luglio - Isabella de' Medici, nobildonna italiana (n. 1542)
- 17 luglio - Luigi Carafa della Stadera, II principe di Stigliano, nobile e politico italiano (n. 1511)
- 30 luglio - Antonio Scarampi, vescovo cattolico italiano (n. 1516)

## Agosto(2)
- 2 agosto - Lorenzo Sabatini, pittore italiano
- 27 agosto - Tiziano Vecellio, pittore italiano

## Settembre(5)
- 4 settembre - Romolo Archinto, vescovo cattolico italiano (n. 1513)
- 11 settembre - Mario Carafa, arcivescovo cattolico italiano
- 16 settembre - Isabella di Braganza, nobile portoghese (n. 1514)
- 21 settembre - Gerolamo Cardano, matematico, ingegnere e filosofo italiano (n. 1501)
- 22 settembre - Walter Devereux, I conte di Essex, nobile e generale inglese (n. 1541)

## Ottobre(4)
- 12 ottobre - Massimiliano II d'Asburgo (n. 1527)
- 13 ottobre - Francesco Camilliani, scultore e architetto italiano (n. 1530)
- 19 ottobre - George Gordon, V conte di Huntly, nobile scozzese (n. 1534)
- 26 ottobre - Federico III del Palatinato, sovrano tedesco (n. 1515)

## Novembre(5)
- 4 novembre - John Paulet, II marchese di Winchester, nobile inglese (n. 1510)
- 5 novembre - Hatakeyama Takamasa, militare giapponese (n. 1527)
- 6 novembre - Andrea Matteo Acquaviva d'Aragona, arcivescovo cattolico italiano
- 12 novembre - Alessandro Magno, viaggiatore italiano (n. 1538)
- 28 novembre - Edoardo del Portogallo, V duca di Guimarães, principe e politico portoghese (n. 1541)

## Dicembre(2)
- 11 dicembre - Joachim Hoppers, giurista, docente e politico olandese (n. 1523)
- 21 dicembre - Juan Alfonso de Polanco, gesuita spagnolo (n. 1517)

## Senza giorno specificato(35)
- Agostino Argenti, letterato italiano
- Bálint Bakfark, compositore e liutista ungherese (n. 1507)
- Santi Buglioni, scultore italiano (n. 1494)
- Mathieu Béroalde, scrittore, teologo e storico francese (n. 1520)
- Ottaviano Cane, pittore italiano (n. 1495)
- Pietro Catena, astronomo, filosofo e matematico italiano (n. 1501)
- Volcher Coiter, anatomista e naturalista olandese (n. 1534)
- Giacomo IV Crispo, duca
- Francesco Dattaro, architetto italiano (n. 1495)
- Antonio Elio, patriarca cattolico italiano
- Guido Fontana, ceramista italiano (n. 1490)
- Agostino Galeazzi, pittore italiano (n. 1523)
- Lope García de Castro, spagnolo (n. 1516)
- Francesco da Sangallo, scultore italiano (n. 1494)
- Pietro Giustiniani, politico e storico italiano (n. 1490)
- Hatakeyama Yoshitaka, militare giapponese (n. 1557)
- Kitabatake Tomonori, militare giapponese (n. 1528)
- Giovanni Antonio Licinio, pittore italiano (n. 1515)
- Damiano Mazza, pittore italiano (n. 1550)
- Giacomo Mignanelli, vescovo cattolico italiano (n. 1529)
- Girolamo Muzio, letterato e umanista italiano (n. 1496)
- Giovanni Nostradamus, storico e scrittore francese (n. 1522)
- Diego Ortiz, compositore, musicologo e gambista spagnolo (n. 1510)
- Alvise Pasqualigo, scrittore italiano (n. 1536)
- Tommaso Porcacchi, umanista, geografo e traduttore italiano (n. 1530)
- Lorenzo di Piero Ridolfi, politico italiano (n. 1503)
- Giovan Francesco da Sangallo, scultore e architetto italiano (n. 1494)
- Manno Sbarri, orafo italiano (n. 1536)
- Shiina Yasutane, militare giapponese
- Charles Stuart, conte britannico (n. 1555)
- Johannes Stumpf, storico svizzero (n. 1500)
- Bernardino Tomitano, medico, letterato e filosofo italiano (n. 1517)
- Utsunomiya Hirotsuna, militare giapponese (n. 1543)
- Orazio Vecellio, pittore italiano
- Estêvão da Gama, nobile e militare portoghese